# توم بروير
توم بروير (بالإنجليزية: Tom Brewer) هو لاعب كرة قاعدة أمريكي، ولد في 3 سبتمبر 1931 في ويدسبورو في الولايات المتحدة، وتوفي في 14 فبراير 2018 في تشيراو في الولايات المتحدة.

## وصلات خارجية
- توم بروير على موقع دوري كرة القاعدة الرئيسي (الإنجليزية)
- توم بروير على موقعبيزبول رفرنس.كوم (الدوري الرئيسي) (الإنجليزية)
- توم بروير على موقعبيزبول رفرنس.كوم (الدوري الثانوي) (الإنجليزية)
- توم بروير على موقع مشجعي الرسوم البيانية (الإنجليزية)